# إي إم دي توريون
إي إم دي توريون AMD Turion هي العلامة التجارية التي تنطبق عليها إي إم دي على معالجاتها إكس86-64 منخفضة استهلاك الطاقة (المحمول) والتي تحمل الاسم K8L.  تتنافس معالجات توريون 64 وتوريون 64 إكس2/الترا مع معالجات إنتل المحمولة ، في البداية معالجين بنتيوم M وإنتل كور 1 وإنتل كور 2.

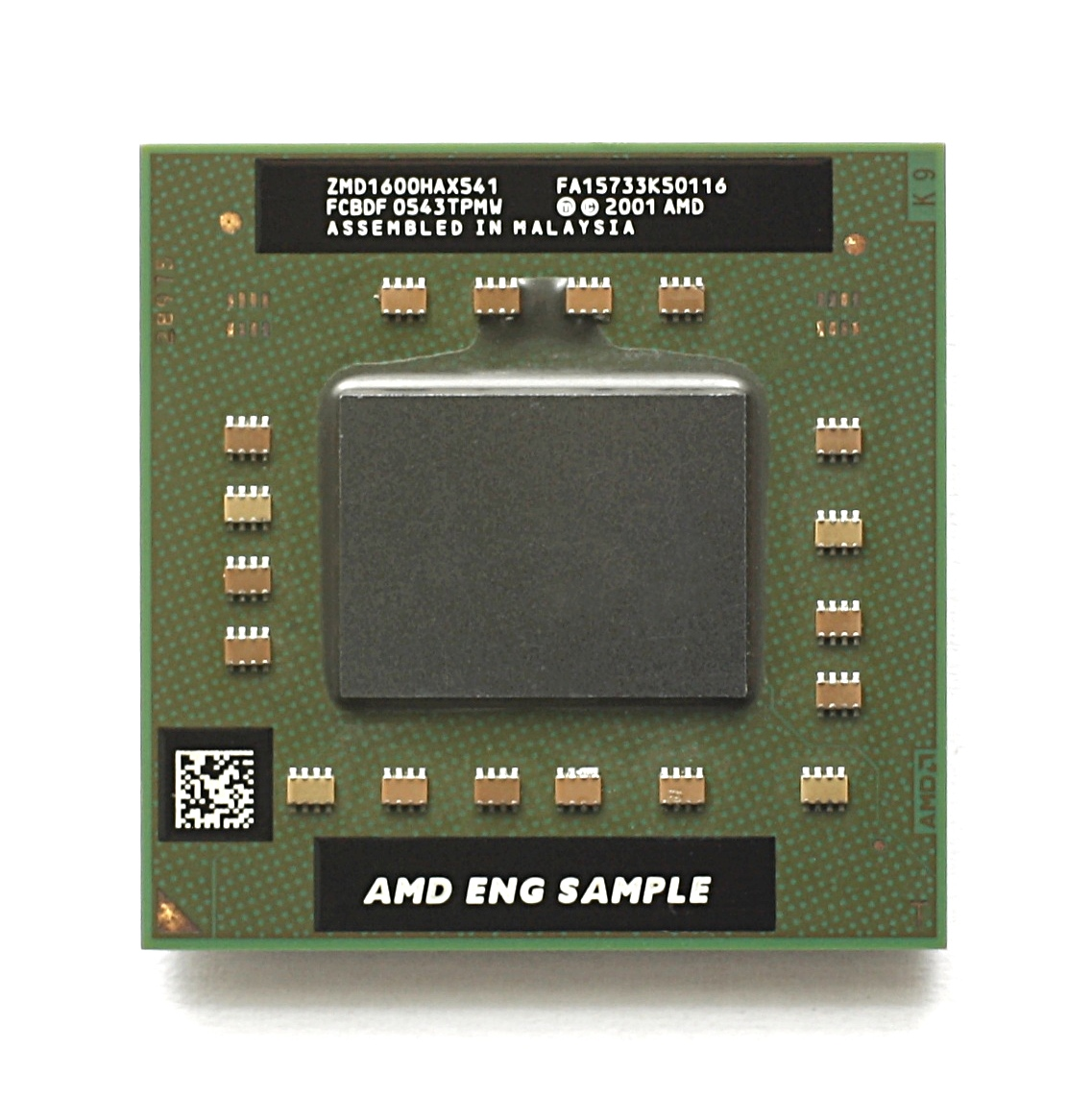
إيه إم دي توريون 64 2X عيّنة هندسية، 1.6 GHz.

في السابع عشر من أيار عام 2006 أعلنت AMD عن سلسلة المعالجات الأولى لها وهي معالجات الحواسب المحمولة 64 bit متعددة النوى 64 bit dual-core laptop processors والتي تحتوي على نواتين من المعالجات، هذه المعالجات قادرة على تشغيل العديد من التطبيقات بتزامن وهذه يعني أنها فعلياً أنقصت من تأخير الدخل input latency عندما يقوم المستخدم بتحويل المهام convert tasks، ومكّنت من الوصول إلى حواسب محمولة عالية الأداء جداً.
الاستهلاك الكهربائي لهذه المعالجات ليس أكبر من الاستهلاك الكهربائي للمعالجات السابقة لها والرقاقة chipset والشبكة اللاسلكية WLAN ليست مصنوعة خصيصاً من AMD ولكن تأتي من مصنّعين مشهورين مثل ATI، NVidia، Airgo، Atherosو Broadcom، هناك مجموعتين من الرقاقات لهذا النوع من المعالجات Radeon Xpress 1100و 1150 Radeon Xpress، أما NVidia فهي مزيج من nForce Go 430 MCP و GeForce Go 6150 IGP لهذا النوع من المعالجات.
•هذه المعالجات تستخدم مقبس S1 Socket S1 وذاكرة DDR2 وتستخدة أيضاً تقنية AMD Virtualization Technology ،أنتجت AMD معالج Turion 64 X2 أولاً اعتماداً على معالجات IBM وهي 90 nm (نانو متر) سيليكون(سيليسيوم) على عازل (SOI) اسمه تايلور IBM's 90 nm Silicon on insulator (SOI) process (cores with the Taylor (codename)).
في أيار عام 2007 تحوّلوا إلى معالجات 65 nm سيليكون(سيليسيوم)- جرمانيوموالتي تم التوصل إليها من خلال الجهد المبذول من IBM بالتعاون مع AMD ، مع 40 % من التطورات التي حدثت مع هذا التحول أصبح اسم الرمز لهذا المعالج تايلر(Tyler).
- هذه العائلة من المعالجات هي 64 bit والتي تحتوي ميزات حاسوبية استثنائية وشكل مدمج رقيق وهي تُلحم مباشرة على اللوحة الأم والذي يقلّص الارتفاع العمودي من 2.03 mm إلى 8.6mm بالإضافة إلى احتواء هذه المعالجات على (ECC) وهو Error Correcting Code أي رمز تصحيح الخطأ لزيادة الموثوقية وحماية المعلومات من أجل الإجراءات والمشاريع المتخذة عليها.

- AMD له عرض حزمة عالي bandwidth AMD 780E chipset والجيل الثاني من المسرى PCI PCI Express® Generation 2 والذي يدعم الأداء العالي للمعالج بالإضافة إلى تقنية ATI من أجل الإظهار البياني ATI Hybrid Graphics Technology وهو يدعم ستة تعاريف متطورة للإظهار البياني كما يحتوي على رقاقات من نوع M690E+SB600 chipset أما الذاكرة فهي أربعة من نوع four sticks of DDR2.

مميزات AMD:
- Direct Connect Architecture بنية الاتصال المباشر وذلك بتزويد روابط عالية السرعة متخصصة ومنفصلة بين المعالج والذاكرة، و

المعالج والدخل/ الخرج، والدخل/الخرج والذاكرة لإمكانية التنبؤ بالزمن الحقيقي.
- Hyper Transport™ technology : التي ترفع أداء النظام ككل من خلال واجهة الدخل/ الخرج المتخصصة عالية السرعة صغيرة التأخير وتدعم حتى 6.4 GB/S عرض حزمة وصلة الدخل/ الخرج.
- AMD Digital Media Xpress™ technology: صممت للاستخدام من قبل برمجيات الصوت والصورة الثلاثية الأبعاد والإظهارات البيانية المتعددة كالألعاب والصور الطبية وتطبيقات نقطة البيع point-of-sale applications
- Memory Addressing : توسيع عنونة الذاكرة بشكل كبير ب 40 bit عنوان فيزيائي و 48 bit عنوان افتراضي.
- يضاعف عدد السجلات الداخلية ب 8 إضافية (المجموع الكلي 16)64 bit سجل للأعداد الصحيحة و 16 سجل ذات 128bit وهي SSE/SSE2/SSE3
- AMD Digital Media Xpress™ technology: تقنية تدعم تعليمات SSE/SSE2/SSE3 و MMX.
- متحكم ذاكرة DDR2 متكاملة : صمم لزيادة الأداء بوصل المعالج مباشرة مع الذاكرة وهذا ينقص تلبث الذاكرة ويحتوي على واجهة تخاطبية 64 bit ومتوافق مع الذواكر عالية السرعة DDR2-533، DDR2-667

chip cache (مستويات الخابية):
- المستوى الأول خابية تعليمات 64 KB لكل نواة.
- المستوى الأول خابية معطيات 64 KB لكل نواة.
- المستوى الثاني خابية 512 KB لكل نواة.